# Mokrosuky
Mokrosuky è un comune della Repubblica Ceca facente parte del distretto di Klatovy, nella regione di Plzeň.

## Galleria d'immagini

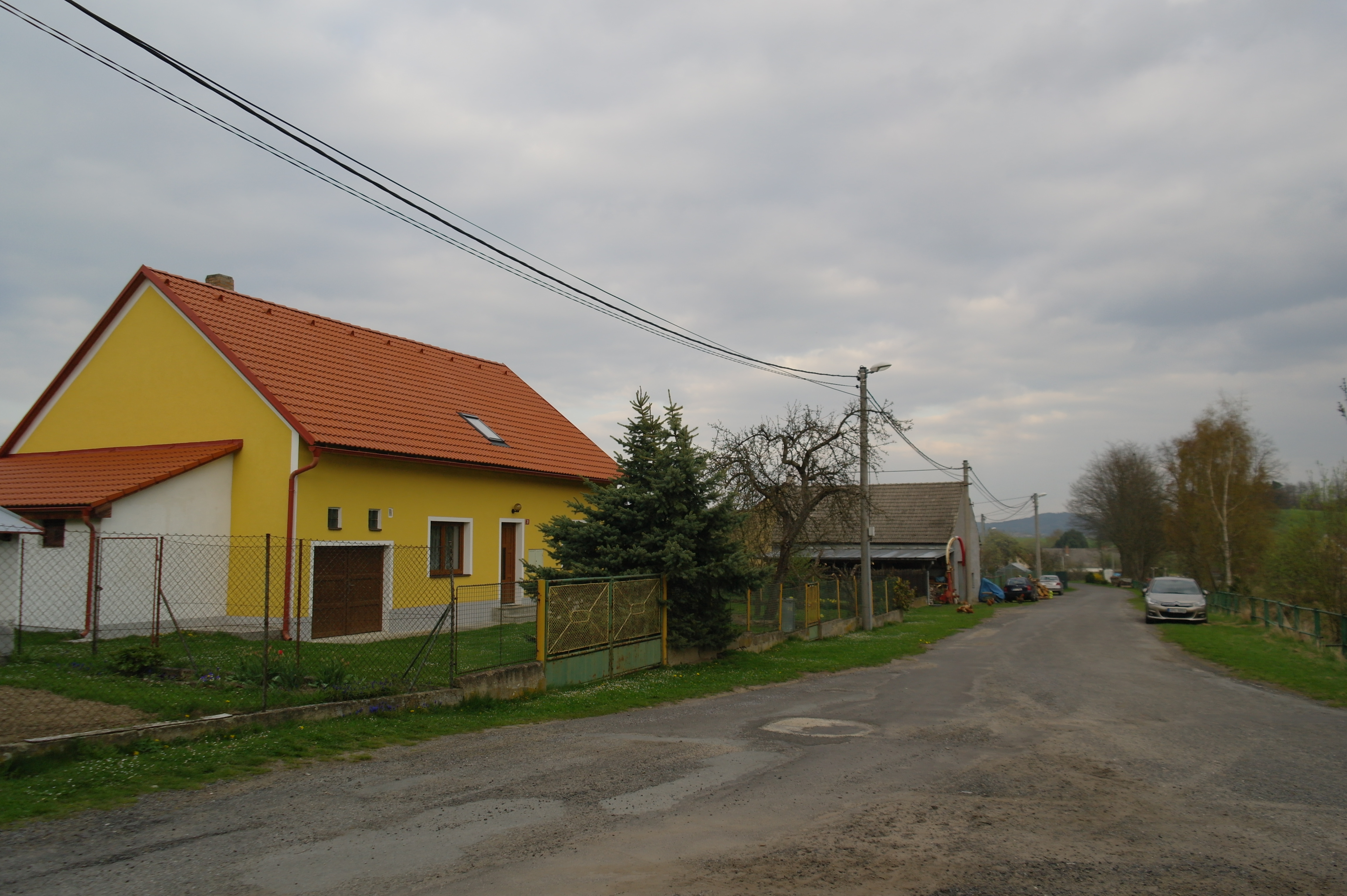
Jeden z domů
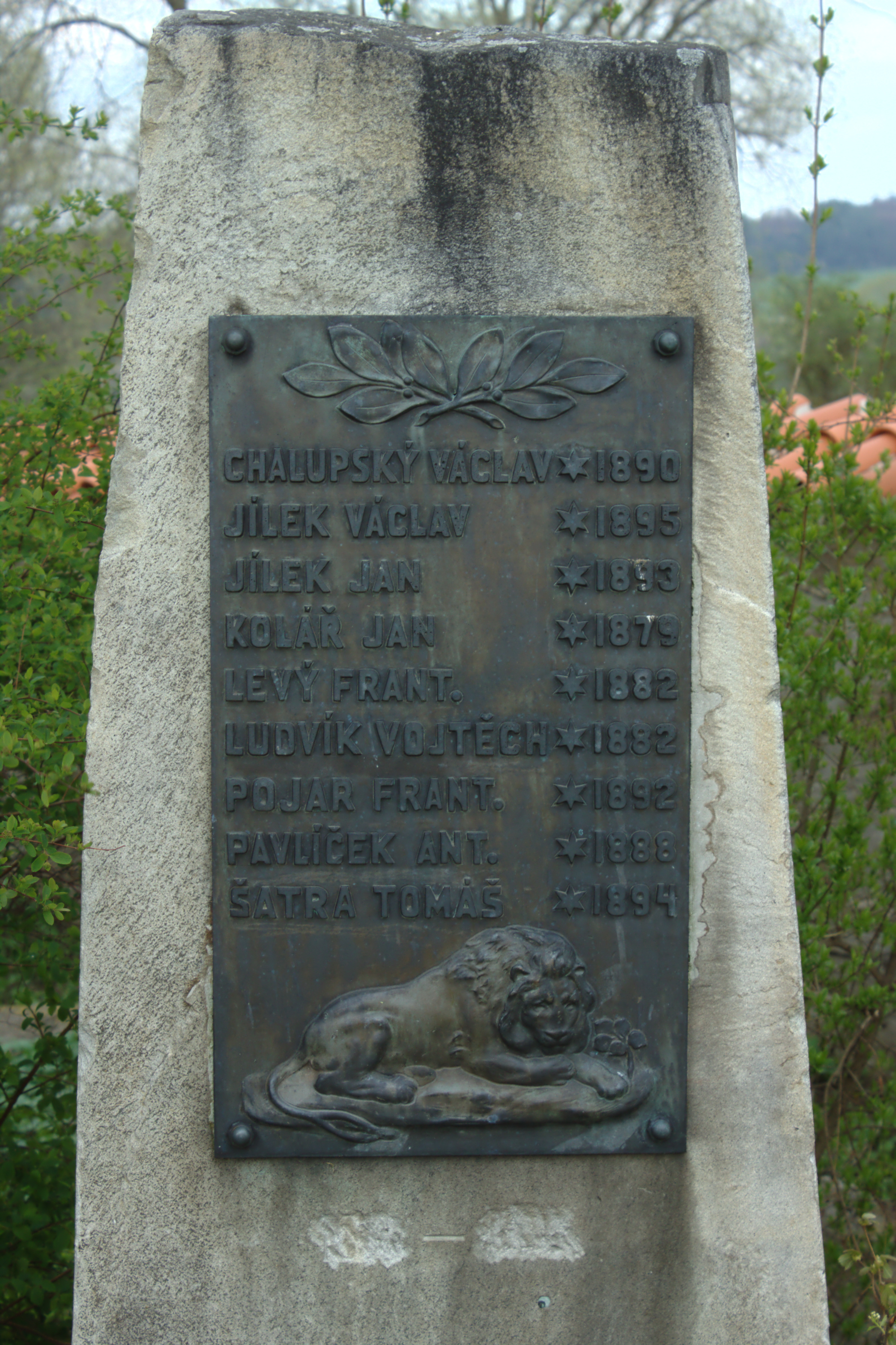
Pamětní deska
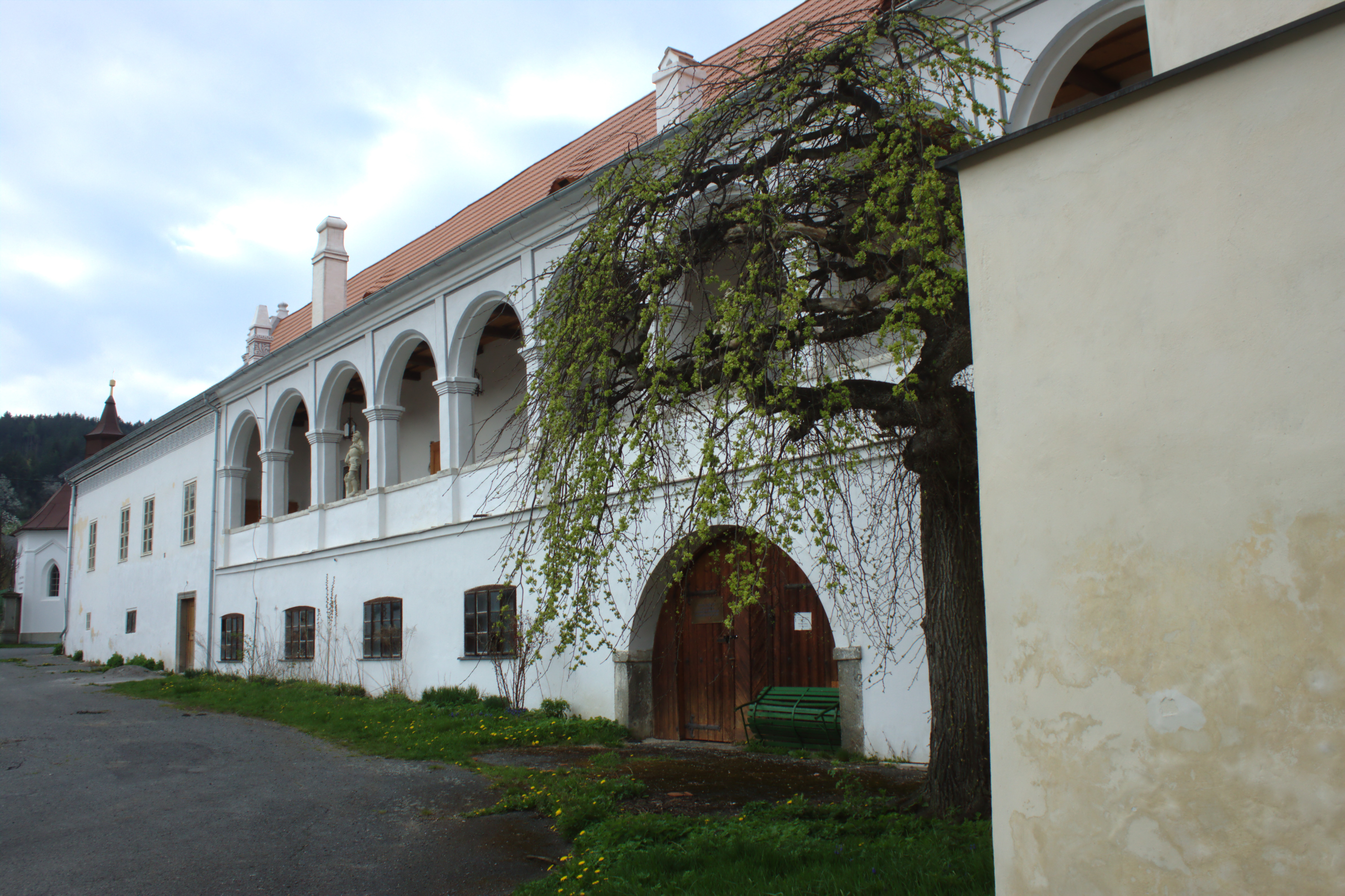
Zámek